# Tinodes erato
Tinodes erato är en nattsländeart som beskrevs av Malicky 1976. Tinodes erato ingår i släktet Tinodes och familjen tunnelnattsländor. Inga underarter finns listade i Catalogue of Life.